# Функция Эйри
Фу́нкция Э́йри — частное решение дифференциального уравнения
{\displaystyle y''-xy\,=\,0\,,}
называемого уравнением Эйри (впервые рассмотрено и исследовано в 1838 году британским астрономом Джорджем Бидделем Эйри). Это — простейшее дифференциальное уравнение, имеющее на действительной оси точку, в которой вид решения меняется с колеблющегося на экспоненциальный.
Обычно термин «функция Эйри» применяется к двум специальным функциям — функции Эйри 1-го рода {\displaystyle \operatorname {Ai} \,(x)} (которая при {\displaystyle x\rightarrow -\infty } имеет колебательное поведение с постепенным уменьшением амплитуды колебаний, а при {\displaystyle x\rightarrow +\infty } монотонно убывает по экспоненциальному закону) и функции Эйри 2-го рода {\displaystyle \operatorname {Bi} \,(x)} (которая при {\displaystyle x\rightarrow -\infty } также колеблется с постепенным уменьшением амплитуды колебаний, а при {\displaystyle x\rightarrow +\infty } монотонно растёт по экспоненциальному закону); остальные частные решения уравнения Эйри представимы как линейные комбинации двух данных функций. Обозначение Ai для первой из этих функций предложил в 1928 году Гарольд Джеффрис, использовавший первые две буквы фамилии Эйри (англ. Airy). В 1946 году Джеффри Миллер добавил обозначение Bi для функции Эйри 2-го рода, также ставшее стандартным.
В. А. Фок предложил для обозначения функций Ai и Bi символы U и V соответственно.
Функция Эйри является решением уравнения Шрёдингера для частицы в треугольной потенциальной яме.

## Определение
Для действительных {\displaystyle x} функция Эйри 1-го рода определяется следующим несобственным интегралом:
{\displaystyle \operatorname {Ai} \,(x)\,=\,{\frac {1}{\pi }}\int \limits _{0}^{\infty }\!\cos \left({\frac {t^{3}}{3}}+xt\right)\,dt\,,}
Выполняя дифференцирование под знаком интеграла, убеждаемся, что полученная функция действительно удовлетворяет уравнению Эйри
{\displaystyle y''-xy\,=\,0\,.}
Другим линейно независимым частным решением данного уравнения является функция Эйри 2-го рода {\displaystyle \operatorname {Bi} \,(x),} у которой при {\displaystyle x\rightarrow -\infty } колебания имеют ту же амплитуду, что и у {\displaystyle \operatorname {Ai} \,(x),} но отличаются по фазе на {\displaystyle \pi /2}. Для действительных {\displaystyle x} функция Эйри 2-го рода выражается интегралом:
{\displaystyle \operatorname {Bi} \,(x)\,=\,{\frac {1}{\pi }}\int _{0}^{\infty }\left[\exp \left(-{\tfrac {t^{3}}{3}}+xt\right)+\sin \left({\tfrac {t^{3}}{3}}+xt\right)\,\right]\,dt\,.}
Для комплексных {\displaystyle z} функция Эйри {\displaystyle \operatorname {Ai} \,(z)} определяется следующим образом:
{\displaystyle \operatorname {Ai} \,(z)\,=\,\int \limits _{\gamma _{1}}\!\exp \left(pz-{\frac {p^{3}}{3}}\right)\,dp\,,}
где контур {\displaystyle \gamma _{1}} представлен на рисунке. Контуры {\displaystyle \gamma _{2}} и {\displaystyle \gamma _{3}} также дают решение уравнения Эйри. Несмотря на то, что существуют три контура интегрирования, линейно независимых решений уравнения Эйри остается по-прежнему два, так как сумма интегралов по этим трём контурам равна нулю.
Функция {\displaystyle \operatorname {Bi} \,(z)} при произвольном комплексном {\displaystyle z} связана с функцией Эйри 1-го рода соотношением:
{\displaystyle \operatorname {Bi} \,(z)\,=\,i\omega ^{2}\,\operatorname {Ai} \,(\omega ^{2}z)-i\omega \,\operatorname {Ai} \,(\omega z)\,,\quad \omega =e^{2\pi {i/3}}\,.}

## Свойства
В точке {\displaystyle x=0} функции {\displaystyle \operatorname {Ai} \,(x)} и {\displaystyle \operatorname {Bi} \,(x)} и их первые производные имеют такие значения:
{\displaystyle {\begin{aligned}\operatorname {Ai} \,(0)\,=\,{\frac {1}{3^{2/3}\,\Gamma \left({\frac {2}{3}}\right)}}\,\approx \,0,355\,028\,053\,887\,817\,,&\quad \operatorname {Ai} '\,(0)\,=\,-{\frac {1}{3^{1/3}\,\Gamma \left({\frac {1}{3}}\right)}}\,\approx \,-0,258\,819\,403\,792\,807\,,\\\operatorname {Bi} \,(0)\,=\,{\frac {1}{3^{1/6}\,\Gamma \left({\frac {2}{3}}\right)}}\,=\,\operatorname {Ai} \,(0)\,{\sqrt {3}}\,,&\quad \operatorname {Bi} '\,(0)\,=\,{\frac {3^{1/6}}{\Gamma \left({\frac {1}{3}}\right)}}\,=\,-\operatorname {Ai} '\,(0)\,{\sqrt {3}}\,.\end{aligned}}}
где {\displaystyle \Gamma } — гамма-функция. Отсюда следует, что при {\displaystyle x=0} вронскиан функций {\displaystyle \operatorname {Ai} \,(x)} и {\displaystyle \operatorname {Bi} \,(x)} равен {\displaystyle 1/\pi }.
При положительных {\displaystyle x} {\displaystyle \operatorname {Ai} \,(x)} — положительная выпуклая функция, убывающая экспоненциально к 0, а {\displaystyle \operatorname {Bi} \,(x)} — положительная выпуклая функция, возрастающая экспоненциально. При отрицательных {\displaystyle x} {\displaystyle \operatorname {Ai} \,(x)} и {\displaystyle \operatorname {Bi} \,(x)} колеблются вокруг нуля с возрастающей частотой и убывающей амплитудой. Это подтверждается асимптотическими выражениями для функций Эйри.

## Асимптотические выражения
При {\displaystyle x,} стремящемся к {\displaystyle +\infty }:
{\displaystyle {\begin{aligned}\mathrm {Ai} \,(x)&{}\sim {\frac {e^{-{\frac {2}{3}}x^{3/2}}}{2{\sqrt {\pi }}\,x^{1/4}}}\\\mathrm {Bi} \,(x)&{}\sim {\frac {e^{{\frac {2}{3}}x^{3/2}}}{{\sqrt {\pi }}\,x^{1/4}}}.\end{aligned}}}
{\displaystyle {\begin{aligned}\mathrm {Ai} \,(-x)&{}\sim {\frac {\sin({\frac {2}{3}}x^{3/2}+{\frac {1}{4}}\pi )}{{\sqrt {\pi }}\,x^{1/4}}}\\\mathrm {Bi} \,(-x)&{}\sim {\frac {\cos({\frac {2}{3}}x^{3/2}+{\frac {1}{4}}\pi )}{{\sqrt {\pi }}\,x^{1/4}}}.\end{aligned}}}

## Комплексный аргумент
Функция Эйри может быть продолжена на комплексную плоскость по формуле
{\displaystyle \mathrm {Ai} \,(z)\,=\,{\frac {1}{2\pi i}}\int \limits _{C}\exp \left({\frac {t^{3}}{3}}-zt\right)\,dt\,,}
где интеграл берётся по контуру {\displaystyle C,} начинающемуся в точке на бесконечности с аргументом {\displaystyle -{\dfrac {\pi }{3}}} и заканчивающимся в точке на бесконечности с аргументом {\displaystyle {\dfrac {\pi }{3}}}. Можно пойти с другой стороны, используя дифференциальное уравнение {\displaystyle y''-xy=0} для продолжения {\displaystyle \mathrm {Ai} \,(x)} и {\displaystyle \mathrm {Bi} \,(x)} до целых функций на комплексной плоскости.
Асимптотическая формула для {\displaystyle \mathrm {Ai} \,(x)} остаётся в силе на комплексной плоскости, если брать главное значение {\displaystyle x^{2/3}} и {\displaystyle x} не лежит на отрицательной действительной полуоси. Формула для {\displaystyle \mathrm {Bi} \,(x)} верна, если x лежит в секторе {\displaystyle \left\{x\in \mathbb {C} \,:\,|{\text{arg}}\,x|<{\frac {\pi -\delta }{3}}\right\}}  для некоторого положительного {\displaystyle \delta }. Формулы для {\displaystyle \mathrm {Ai} \,(-x)} и {\displaystyle \mathrm {Bi} \,(-x)} верны, если x лежит в секторе {\displaystyle \left\{x\in \mathbb {C} \,:\,|{\text{arg}}\,x|<{\frac {2(\pi -\delta )}{3}}\right\}}.
Из асимптотического поведения функций Эйри 1-го и 2-го рода следует, что они обе имеют бесконечно много нулей на отрицательной вещественной полуоси. У функции {\displaystyle \mathrm {Ai} \,(x)} на комплексной плоскости нет других нулей, а функция {\displaystyle \mathrm {Bi} \,(x)} имеет бесконечно много нулей в секторе {\displaystyle \left\{z\in \mathbb {C} \,:\,{\frac {\pi }{3}}<|{\text{arg}}\,z|<{\frac {\pi }{2}}\right\}}.

## Связь с другими специальными функциями
Для положительных значений аргумента функции Эйри связаны с модифицированными функциями Бесселя:
{\displaystyle {\begin{aligned}\mathrm {Ai} \,(x)\,=\,{\frac {1}{\pi }}{\sqrt {{\frac {1}{3}}x}}\,K_{1/3}\left({\frac {2}{3}}x^{3/2}\right)\,,\\\mathrm {Bi} \,(x)\,=\,{\sqrt {{\frac {1}{3}}x}}\left(I_{1/3}\left({\frac {2}{3}}x^{3/2}\right)+I_{-1/3}\left({\frac {2}{3}}x^{3/2}\right)\right)\,.\end{aligned}}}
где I±1/3 и K1/3 — решения уравнения {\displaystyle x^{2}y''+xy'-(x^{2}+1/9)y=0}.
Для отрицательных значений аргумента функции Эйри связаны с функциями Бесселя:
{\displaystyle {\begin{aligned}\mathrm {Ai} \,(-x)\,=\,{\frac {1}{3}}{\sqrt {x}}\left(J_{1/3}\left({\frac {2}{3}}x^{3/2}\right)+J_{-1/3}\left({\frac {2}{3}}x^{3/2}\right)\right)\,,\\\mathrm {Bi} \,(-x)\,=\,{\sqrt {{\frac {1}{3}}x}}\left(J_{-1/3}\left({\frac {2}{3}}x^{3/2}\right)-J_{1/3}\left({\frac {2}{3}}x^{3/2}\right)\right)\,.\end{aligned}}}
где J±1/3 — решения уравнения {\displaystyle x^{2}y''+xy'+(x^{2}-1/9)y=0}.
Функции Скорера являются решениями уравнения {\displaystyle y''-xy=1/\pi .} Они также могут быть выражены через функции Эйри:
{\displaystyle {\begin{aligned}\mathrm {Gi} \,(x)\,=\,\mathrm {Bi} (x)\int \limits _{x}^{\infty }\mathrm {Ai} (t)\,dt+\mathrm {Ai} (x)\int \limits _{0}^{x}\mathrm {Bi} (t)\,dt\,,\\\mathrm {Hi} \,(x)\,=\,\mathrm {Bi} (x)\int \limits _{-\infty }^{x}\mathrm {Ai} (t)\,dt-\mathrm {Ai} (x)\int \limits _{-\infty }^{x}\mathrm {Bi} (t)\,dt\,.\end{aligned}}}